# Rohovec
Rohovec je sedimentární hornina, jejíž vznik je takřka vždy mořského původu. Nejčastěji se vyskytuje v šedé, hnědé nebo černé barvě (vzácně zelené) a jeho zrnitost je extrémně jemná. V podstatě jde o kryptokrystalickou formu oxidu křemičitého. Dobře odolává erozi, proto se snadno ukládá a tvoří tak masivní uloženiny jako např. plážové štěrky. Před vynálezem zpracování kovů byly některé druhy rohovců, obzvláště pazourky, surovinou pro výrobu zbraní a nástrojů.
Názvem kontaktní rohovce se naproti tomu označují některé kontaktně metamorfované horniny.

## Vznik
Rohovec vzniká na mořském dně v jiných sedimentárních horninách (ve vápenci, v páskované železné rudě) jako samostatná hlíza. Obvykle se nahromadí oxid křemičitý rozpadem opálových schránek mrtvých organismů nebo hydrotermálními roztoky.